# アラナミキンクロ
アラナミキンクロ（荒波金黒、学名：Melanitta perspicillata）は、カモ目カモ科に分類される鳥類の一種である。

## 分布
旧北区、新北区に生息する。繁殖地は、カナダ、アラスカ。冬期にはカムチャツカ半島、アリューシャン列島からアメリカ西海岸、東海岸に渡る。日本では、冬期まれな冬鳥として本州中部以北の海上に飛来する。観察例のほとんどが、1～2羽である。

## 形態
全長はオスで約50～56cm。オスは全身が濃い黒で、額の大きな角斑と後頭部の大きな白色の三角が特徴的。嘴に黄色、橙色、黒色、白色の4色の模様がある。メスは全体に黒褐色で、眼先と耳羽、後頸に白斑がある。嘴は灰褐色。

## 生態
繁殖期には淡水湖沼とその周辺に生息する。非繁殖期は、海岸や海上で群れを形成して生活する。時には海岸近くの池や沼に入ることもある。
食性は動物食で、潜水して貝類や甲殻類を捕食する。
繁殖形態は卵生。繁殖期は6月から7月で、淡水湖沼の小島や茂みを選び営巣する。1回5-7個の卵を産み、抱卵日数は27-28日である。
「アーアーアー」と鳴く。